# Kharqa Saissyia
 (mai 2024).
La mise en forme du texte ne suit pas les recommandations de Wikipédia : il faut le « wikifier ».
Les points d'amélioration suivants sont les cas les plus fréquents :
- Les titres sont pré-formatés par le logiciel. Ils ne sont ni en capitales, ni en gras.
- Le texte ne doit pas être écrit en capitales (les noms de famille non plus), ni en gras, ni en italique, ni en « petit »…
- Le gras n'est utilisé que pour surligner le titre de l'article dans l'introduction, une seule fois.
- L'italique est rarement utilisé : mots en langue étrangère, titres d'œuvres, noms de bateaux, etc.
- Les citations ne sont pas en italique mais en corps de texte normal. Elles sont entourées par des guillemets français : « et ».
- Les listes à puces sont à éviter, des paragraphes rédigés étant largement préférés. Les tableaux sont à réserver à la présentation de données structurées (résultats, etc.).
- Les appels de note de bas de page (petits chiffres en exposant, introduits par l'outil «  Source ») sont à placer entre la fin de phrase et le point final[comme ça].
- Les liens internes (vers d'autres articles de Wikipédia) sont à choisir avec parcimonie. Créez des liens vers des articles approfondissant le sujet. Les termes génériques sans rapport avec le sujet sont à éviter, ainsi que les répétitions de liens vers un même terme.
- Les liens externes sont à placer uniquement dans une section « Liens externes », à la fin de l'article. Ces liens sont à choisir avec parcimonie suivant les règles définies. Si un lien sert de source à l'article, son insertion dans le texte est à faire par les notes de bas de page.
- La présentation des références doit suivre les conventions bibliographiques. Il est recommandé d'utiliser les modèles {{Ouvrage}}, {{Chapitre}}, {{Article}}, {{Lien web}} et/ou {{Bibliographie}}. Le mode d'édition visuel peut mettre en forme automatiquement les références.
- Insérer une infobox (cadre d'informations à droite) n'est pas obligatoire pour parachever la mise en page.

Pour une aide détaillée, merci de consulter Aide:Wikification.
Si vous pensez que ces points ont été résolus, vous pouvez retirer ce bandeau et améliorer la mise en forme d'un autre article.
La kharqa Saissiya de Doukkala est une tradition matrimoniale spécifique à la région de Casablanca-Settat au Maroc. Cette coutume, également connue sous le nom de « kharqa doukkalia », est célébrée comme un symbole de l'engagement et de l'union entre les familles du futur marié et de la future mariée.

## Histoire et Signification
La kharqa Saissiya est une tradition ancienne, ancrée dans l'histoire et les coutumes de la région de Doukkala. Elle représente l'accord mutuel des familles sur le mariage et marque le début des préparatifs pour cette union sacrée. La cérémonie de kharqa Saissiya est souvent accompagnée de festivités joyeuses, symbolisant la célébration de cet engagement important.

## Origine
La fabrication de la kharqa Saissiya est concentrée dans la commune rurale de Zaouia Saiss, relevant de la circonscription de Sidi Ismail, dans la province d'El Jadida, au Maroc.

## Impact sur l'autonomisation des femmes rurales
L'industrie de la kharqa Saissiya joue un rôle crucial dans l'amélioration des conditions de vie des femmes rurales en offrant des opportunités d'emploi et en garantissant un revenu mensuel stable.

## Projets de préservation et de développement
Un projet appelé « Maison de la Fabricante à Zaouia Saiss » a été lancé pour préserver, développer et promouvoir l'artisanat de la kharqa Saissiya, tout en améliorant les conditions de vie des femmes rurales et en mettant en valeur leur contribution à l'économie locale.
Le projet « Maison de la Fabricante à Zaouia Saiss » a été financé par diverses entités, notamment le secteur ministériel de l'industrie traditionnelle, la chambre de l'industrie traditionnelle de la région de Casablanca-Settat, la commune rurale de Zaouia Saiss et la coopérative Hassania de la Kharqa Saissiya.

## Impact de la pandémie de COVID-19
Malgré les efforts entrepris pour préserver cet héritage culturel, l'industrie de la kharqa Saissiya a été durement touchée par la pandémie de COVID-19, entraînant des défis économiques pour les fabricantes.